# Hermann Kusmanek
Hermann Kusmanek von Burgneustädten (10. září 1860, Sibiu – 7. srpna 1934, Vídeň) byl rakousko-uherský generál. Od mládí sloužil v armádě, v hodnosti polního podmaršála byl od roku 1913 velitelem pevnosti v Přemyšlu, kterou v počáteční fázi první světové války bránil proti ruské armádě. Po několikaměsíčním obléhání kapituloval v březnu 1915 a stal se válečným zajatcem (1915–1918). Během pobytu v zajetí byl povýšen do hodnosti generálplukovníka, po propuštění žil v soukromí.

## Životopis

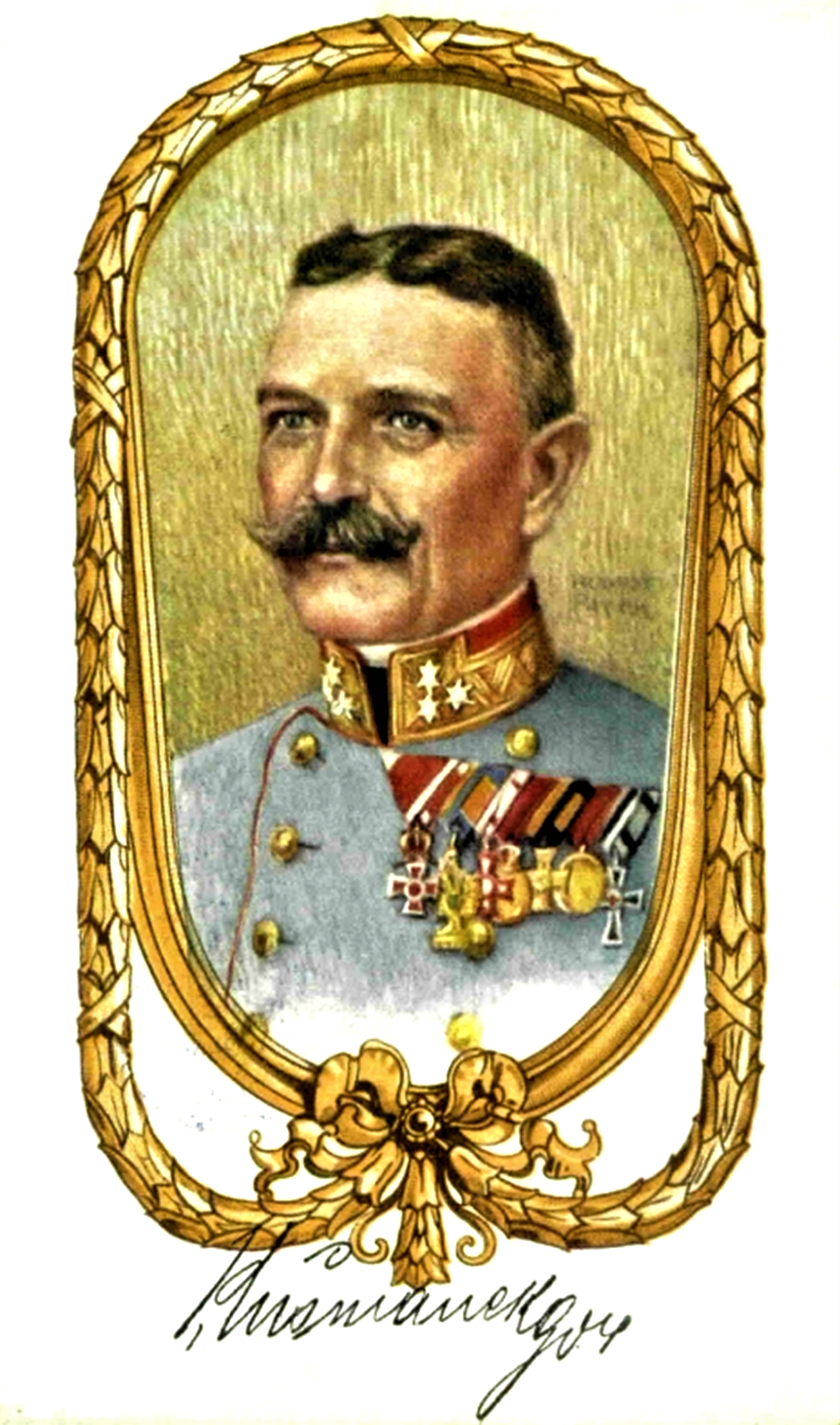
Generálplukovník Hermann Kusmanek (1917)

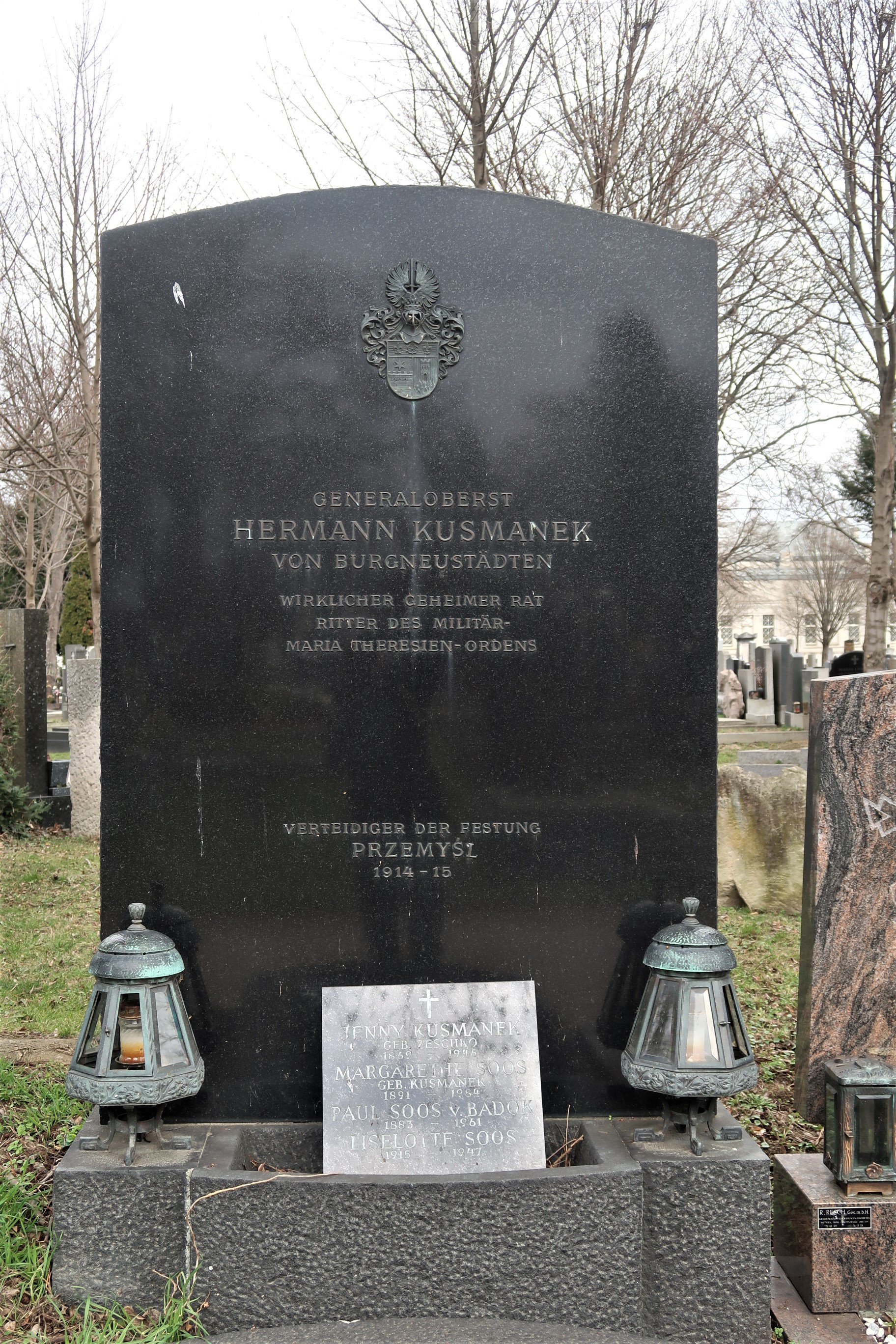
Hrob Hermanna Kusmanka na Ústředním hřbitově ve Vídni

Narodil se v Sibiu (dříve Hermannstadt v Sedmihradsku) jako syn vídeňského policejního rady Josefa Kusmanka (1824–1902). Studoval na Tereziánské vojenské akademii ve Vídni, po studiích nastoupil jako poručík k 63. pěchotnímu pluku. V letech 1888–1893 a 1894–1897 působil u generálního štábu c.k. armády, mezitím postupoval v hodnostech (kapitán 1888, major 1894). Jako podplukovník znovu sloužil u 63. pluku (1897–1898). Potom opět působil na generálním štábu a dlouhodobě na ministerstvu války, kde byl v letech 1900–1908 šéfem prezidiální kanceláře. Od roku 1900 byl plukovníkem a v roce 1906 byl povýšen na generálmajora. V roce 1910 dosáhl hodnosti polního podmaršála, načež byl divizním velitelem v Linci (1910–1911) a v Lublani (1911–1913).
Od roku 1913 byl velitelem pevnosti v Přemyšlu, kterou na počátku první světové války několik měsíců bránil proti ruské armádě. Práce na zlepšení opevnění Přemyšlu začaly hned po vyhlášení mobilizace v srpnu 1914. K prvnímu obléhání ruskou armádou došlo v září, 2. října Kusmanek odmítl výzvu ke kapitulaci. Díky postupu Němců a útoku generála Svetozara Borojeviće se podařilo ruské obléhání odrazit. Kvůli přerušenému železničnímu spojení však vázlo zásobování a po porážce Němců na Visle Přemyšl znovu oblehli Rusové. Kusmanek byl mezitím v říjnu 1914 povýšen do hodnosti generála pěchoty. Po ústupu rakousko-uherské armády ke Karpatům se posádka v Přemyšlu ocitla daleko za frontovou linií a v nepřátelském prostoru byla vystavena trvalému ruskému ostřelování. Během zimy 1914–1915 se v Přemyšlu šířily nemoci, vojáci kvůli hladu porazili a snědli tisíce koní. Generál Kusmanek dostal nakonec osobní souhlas od císaře ke kapitulaci a 22. března 1915 se s celou posádkou vzdal. Do ruského zajetí se dostalo 120 000 vojáků rakousko-uherské armády včetně Kusmanka a osmi dalších generálů.
Během ruského zajetí byl Kusmanek povýšen do hodnosti generálplukovníka (1917), po uzavření Brestlitevského míru byl propuštěn na jaře 1918. Do aktivní služby v armádě se již nevrátil a zůstal v záloze. Po zániku monarchie byl dodatečně obviněn ze služebních pochybení a postaven před vojenský soud. V procesu utajovaném před veřejností byl ale osvobozen a od té doby žil v soukromí ve Vídni. Je pohřben na vídeňském centrálním hřbitově.
Během své kariéry získal několik vyznamenání již před první světovou válkou, po propuštění ze zajetí obdržel Řád Marie Terezie (1918) a velkokříž Leopoldova řádu (1918), dále byl nositelem Vojenského záslužného kříže a Řádu železné koruny I. třídy. Byl také c.k. tajným radou a v roce 1913 byl povýšen do šlechtického stavu (Hermann Kusmanek Edler von Burgneustädten). Získal také čestný doktorát na brněnské technice.
Od roku 1890 byl ženatý s Johannou Zeschkovou (1869-1946) a měl s ní dvě dcery.